# شورکاب
شورکاب
یکی از محله‌های شهر لواسان در استان تهران است که در گذشته و تا پیش از تأسیس شهرداری لواسان، یکی از آبادی‌های لواسان کوچک بود که به همراه سایر محله‌ها در سال ۱۳۴۹ در شهر لواسان ادغام گردید. شورکاب در فاصله لشکرک به گلندوک در کنار راه(بلوار امام خمینی لواسان) قرار دارد . اراضی و باغات شورکاب از قنات و رودخانه مشروب می‌شود.در گذشته ٣ هکتار گندمکاری دیم و ١٠ هکتار باغ و قلمستان داشته و محصولش گندم و جو و سیب‌زمینی و باقلا و میوه‌اش سیب و به و گیلاس و آلوزرد و آلبالو بوده‌است که با رشد شهرسازی و شهرنشینی بسیاری از آن باغات و مزارع تبدیل به ویلاهای مدرن و ساختمان‌های جدیدالاحداث شده‌است. . تپه باستانی شورکاب در این محله واقع شده‌است.

## زبان
در شورکاب مانند دیگر محله‌های لواسان زبان تاتی رایج است.

## ریشه و معنای نام(وجه تسمیه)
نام این آبادی در کتاب طرائق الحقایق به صورت شورک آب درج گردیده و در حاشیه‌آن نوشته شده « به مناسبت آنکه اندکی آبش شور باشد ».